# Dowżok (obwód chmielnicki)
Dowżok (ukr. Довжок) – wieś na Ukrainie, w obwodzie chmielnickim, w rejonie kamienieckim, w hromadzie Kamieniec Podolski. W 2023 liczyła 4143 mieszkańców.